# Turn It On!
Turn It On! (стилизовано как TURN IT ON!) — сингл российского хип-хоп-исполнителя Моргенштерна при участии российской группы Palc, выпущенный 6 февраля 2019 года на лейбле Yoola Music. В треке присутствует отсылка к синглу 6ix9ine при участии Anuel AA «Bebe». Премьера состоялась в преддверии большого тура в поддержку второго студийного альбома Моргенштерна — «Улыбнись, дурак!».

## История
Сингл был анонсирован за день до его выхода.
В песне участвует исполнительница кавер-версий Palc. Она выиграла конкурс, проведённый Моргенштерном. Суть конкурса заключалась в том, чтобы написать песню про море, исполнить её и записать на видео. Победитель летит вместе с Алишером на Кипр, записывает совместную песню и снимает видеоклип.

## Видеоклип
Релиз видеоклипа на трек, снятого на Кипре, состоялся 6 февраля 2019 года на официальном YouTube-канале Моргенштерна.

## Чарты
| Чарт (2019)        | Высшая позиция |
| ------------------ | -------------- |
| Мир (Zvooq.online) | 5              |
| Россия (ВКонтакте) | 10             |